# Нижньоведузький могильник
Нижньоведузький могильник — курганна група розташована поруч з попереднім Кондрашовським могильником.
Досліджено курган № 3 Петром Ліберовим у 1952 році, що мав два
поховання харківсько-воронізької катакомбної культури.